# Ferrocarril d'Alaró

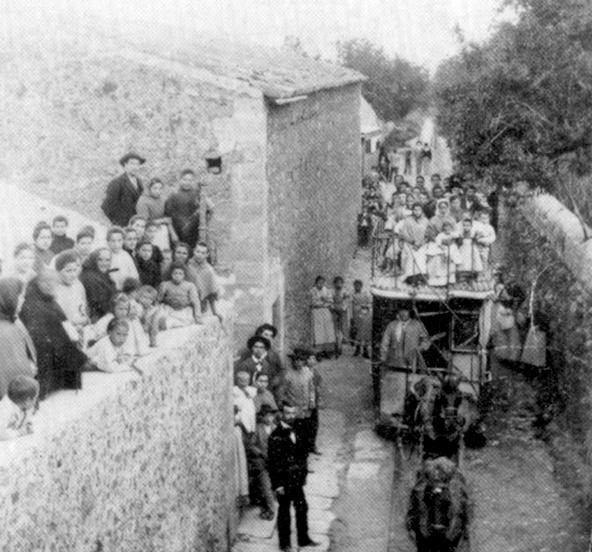
El ferrocarril d'Alaró

El ferrocarril d'Alaró, o tramvia d'Alaró, fou una línia fèrria mallorquina creada per la "Sociedad del Ferrocarril de Alaró" que unia aquest poble amb l'estació de Consell-Alaró de la línia Palma-Inca, amb la qual coordinava els horaris. El trajecte recorria 3,4 km i superava un desnivell de 50 m sobre una via de 914 mm. La línia va estar activa entre el març de 1881 i 1941.
Els primers anys, no havent pogut vendre totes les accions, la companyia es va haver de conformar amb un sistema de tracció animal, el qual estirava en direcció a Alaró i en sentit contrari, les bèsties anaven fermades darrere de les unitats, ja que davallava per gravetat. El trajecte s'efectuava en uns 15 minuts. L'any 1922 la línia es va motoritzar amb dues màquines model Campagne propulsades per un motor de gasolina de 4 cilindres i 18 cavalls de potència, semblant a la que feien servir els tramvies de Palma, la velocitat del trajecte no es va veure modificada per aquesta innovació.
El tren transportava passatgers i càrrega, especialment carbó de les mines d'Alaró i pedra viva del mateix poble, activitats extractives que disposaven d'una via secundària d'accés directe a les seves instal·lacions. Cap a l'any 1944 o 1945, la línia va ser reposada per la companyia Ferrocarriles de Mallorca, titular de la de Palma-Inca, destinant-la exclusivament al transport de carbó, la línia fou definitivament desballestada l'any 1951.
Actualment és possible identificar part de l'esplanació per on transcorria i dels edificis de l'estació d'Alaró.